# Koptchet
Koptchet (ou Kobtshet) est un village du Cameroun, appartenant à la commune de Bangangté, dans le département du Ndé et la Région de l'Ouest. Il fait partie de la chefferie de Bangoulap.

## Population
Lors du recensement de 2005, la population de Koptchet était de 125 habitants.